# Un buco nella sabbia/Se mi compri un gelato
Un buco nella sabbia/Se mi compri un gelato è il 62° singolo di Mina, pubblicato a fine maggio del 1964 su vinile a 45 giri dall'etichetta Ri-Fi.

## Il disco
Anche con la nuova casa discografica, che ha appena permesso alla cantante di incidere, nel suo primo album studio di inediti, una serie di cover tecnicamente e vocalmente assai impegnative, in cui l'artista ha però dimostrato tutte le sue notevoli qualità; Mina torna a cantare riprendendo il suo stile prima maniera, per un disco a tematica balneare in linea con le tendenze del mercato di quegli anni; come dimostra la foto in copertina Archiviato il 20 dicembre 2016 in Internet Archive..
Ne esiste una versione promozionale per jukebox (NON in vendita) con identico numero di catalogo.
È stampato e distribuito in Germania nel 1964 con copertina diversa (Polydor 52924).
I due arrangiatori dei brani dirigono le rispettive orchestre accompagnando la cantante.

### Successo e classifiche
In Italia il singolo arriva appena alla decima posizione in hit-parade, con poche settimane di permanenza; nella classifica annuale sarà oltre il 55º posto.
In Giappone invece Suna ni kieta namida (Un buco nella sabbia) ottiene un successo straordinario, con il primo posto e il disco di diamante per le vendite; a fine anno Mina viene anche eletta migliore artista internazionale.

## Un buco nella sabbia
Composta da Piero Soffici dopo il successo del precedente Stessa spiaggia, stesso mare (1963), è stata inserita nell'LP Studio uno, album più venduto del 1965.

### Video
Mina canta il brano dal vivo, insieme a È l'uomo per me, nel programma televisivo di fine estate Teatro 10, diretto da Antonello Falqui e con Lelio Luttazzi. Gli applausi scroscianti del Teatro delle Vittorie dimostrano l'affetto e il sostegno del pubblico nei confronti dell'artista, ormai definitivamente riesplosa dopo lo "scandalo". Il video di questa esibizione (durata 2:17) nella prima puntata della trasmissione andata in onda il 26 settembre 1964 è presente nel DVD Gli anni Rai 1962-1965 Vol. 9, inserito in un cofanetto monografico pubblicato da Rai Trade e GSU nel 2008.
Nel 1998, viene utilizzata nella colonna sonora del film Così ridevano di Gianni Amelio.

### Versioni Internazionali di Mina
- Nel 1964 in spagnolo, titolo Un hoyo en la arena (autore del testo NON conosciuto), reperibile nella raccolta España, mi amor... del 1992.[9]
- Nel 1965 in giapponese, titolo Suna ni kieta namida, testo di Kenji Sazanami, inclusa nell'antologia Mina in the world del 2000.

## Se mi compri un gelato
Spiritoso brano di Gorni Kramer, l'unico nella discografia di Mina in cui il Maestro è contemporaneamente autore e arrangiatore.
Si trova nella raccolta Ora o mai più... del 2002.

## Tracce
Lato A
1. Un buco nella sabbia – 2:18 (testo: Alberto Testa – musica: Piero Soffici; edizioni musicali Supersonic)

Lato B
1. Se mi compri un gelato – 1:58 (testo: Vito Pallavicini, Italo Terzoli, Bernardino Zapponi – musica: Gorni Kramer; edizioni musicali Kramer)